# 조말생 신도비
조말생 신도비는 대한민국 경기도 남양주시 수석동에 있는 신도비이다. 1990년 11월 2일 남양주시의 향토유적 제8호로 지정되었다.

## 개요
조선초기 문신인 조말생(趙末生: 1370~1447)의 묘이다. 대학자로 특히 글씨가 매우 뛰어났다. 선생의 묘소는 본래 금곡동 묘적산 끝자락에 있었는데 고종의 홍릉 천장으로 인해 수석동으로 이장하였다. 한강을 바라보는 묘소에는 원형의 둘레석이 봉분을 보호하고 있으며 묘비와 석양의 호석이 있고 장명동, 망주석, 문인석이 배치되어 있다.

## 같이 보기
- 조말생